# دولیوو
دولیوو (به لهستانی:  Doliwo) یک روستا در لهستان است که در گمینا مورده واقع شده‌است.